# 塞班島論壇報
《塞班島論壇報》是北马里亚纳群岛的一份日报，逢週一至週五出版。总部设在塞班岛。它由太平洋出版物和印刷公司出版发行，是北马里亚纳发行量最大的报纸，有网络版本。其报道覆盖环境、健康、娱乐、教育等各个领域，提供本地作家的专栏，并转载《华盛顿邮报》、《洛杉矶时报》提供的国际新闻。2002年获美国环保署环保成就奖。2003年獲美國珊瑚礁工作隊頒發特別獎，助力提高公眾對環境及相關議題的興趣。

## 腳註/來源
1. ↑  . Saipan Tribune.   [2014-02-13]. （原始内容存档于2014-01-25）.